# Ехинг (Округ Ландсхут)
Ехинг (њем. Eching) општина је у њемачкој савезној држави Баварска. Једно је од 35 општинских средишта округа Ландсхут. Према процјени из 2010. у општини је живјело 3.708 становника. Посједује регионалну шифру (AGS) 9274124.

## Географски и демографски подаци
Ехинг се налази у савезној држави Баварска у округу Ландсхут. Општина се налази на надморској висини од 405 метара. Површина општине износи 30,1 km². У самом мјесту је, према процјени из 2010. године, живјело 3.708 становника. Просјечна густина становништва износи 123 становника/km².